# Sasaki Ryōsaku
Sasaki Ryōsaku (japanisch 佐々木 良作; geboren 8. Januar 1915 in Yabu, Präfektur Hyōgo; gestorben 3. März 2000 in Tokio) war ein japanischer Politiker.

## Leben und Wirken
Sasaki Ryōsaku begann nach seinem Abschluss an der Universität Kyōto 1939 bei der Nippon Hassōden (日本発送電 englisch Nippon Electric Power Company) zu arbeiten, dem im Krieg landesweit vereinigten Stromversorgungsunternehmen.
Nach dem Zweiten Weltkrieg schloss sich Sasaki der Arbeiterbewegung und wurde stellvertretender Vorsitzender der „Nippon Electric Industrial Workers' Union“ (日本電気産業労働組合), kurz „Densan“ (電産). Im April 1947 wurde er im damaligen landesweiten SNTV-Wahlkreis mit Unterstützung aus den Gewerkschaften in das neu geschaffene Oberhaus des Parlaments und 1955 im 5. Wahlkreis von Hyōgo in das Unterhaus gewählt und danach elfmal wiedergewählt. Zunächst gehörte er keine Fraktion an, dann schloss er sich dem rechten Flügel der Sozialistischen Partei an. 1960 beteiligte er sich an der Gründung der Demokratisch-Sozialistischen Partei. Im Februar 1969 wurde er Generalsekretär der Partei. Im Oktober 1973 trat er krankheitsbedingt zurück, wurde aber im Februar 1975 stellvertretender Vorsitzender.
1976 gründete Sasaki die Atarashii Nihon o kangaeru kai (新しい日本を考える会 englisch Association for Thinking of a New Japan) und befürwortete eine zentrale Reformversammlung unter Ausschluss sowohl der Liberaldemokratischen Partei als auch der Kommunistischen Partei Japans. Im November 1977 wurde er nach dem Rücktritt von Kasuga Ikkō 4. Vorsitzender der Minshatō. Er befürwortete das Zusammengehen der politischen Mitte mit der Kōmeitō, dem Neuen Liberalen Klub und dem Shakaiminshu Rengō. 1985 wurde er ständiger Berater der Partei, 1990 gab er seinen Sitz im Unterhaus auf.